# Odbojka na mivki
Odbójka na mívki je olimpijski moštveni šport z žogo, različica odbojke. Med seboj tekmujeta dve ekipi, ki ju loči mreža, v vsaki ekipi sta dva igralca oziroma igralki. Cilj igre je poslati žogo v nasprotno polje, tako da se dotakne nasprotnikovega igrišča, ter preprečiti, da se žoga dotakne polja na svoji strani. Pri tem moraš pravilno odbiti žogo, ne smeš se dotakniti mreže, žoge ne smeš odbiti več kot trikrat, prav tako ne smeš narediti prestopa.

## Igrišče
Podlaga pri tej igri je pesek, zato so igrišča za odbojko na mivki večinoma zunaj, obstajajo pa tudi dvorane. Polje je veliko 16 m × 8 m, označeno je s črtami.

## Elementi igre
- servis (začetek igre, igralec pošlje žogo v nasprotnikovo polje)
- sprejem (pri odbojki na mivki je dovoljen le spodnji odboj žoge)
- podaja (če je podaja z zgornjim odbojem, se žoga ne sme zavrteti več kot enkrat okoli svoje osi, podaja je lahko tudi s spodnjim odbojem)
- napad (dovoljen je le napadalni udarec in spodnji odboj žoge)
- obramba
- blok (pri odbojki na mivki se šteje kot odboj)

## Zgodovina odbojke na mivki
Igra se je razvila okoli leta 1920 v Santa Monici, desetletje pozneje pa se je pojavila tudi v Evropi. Prva uradna liga je bila leta 1960 v Santa Monici.

## Olimpijske igre
Šport se je prvič predstavil na olimpijskih igrah leta 1992 v Barceloni kot demonstracijski šport. Uradno pa je odbojka na mivki postala olimpijski šport na Olimpijskih igrah 1996 v Atlanti.